# 捉妖记2
《捉妖记2》（英語：Monster Hunt 2）是一部2018年奇幻喜剧电影，由许诚毅执导，吴炜伦、陈咏燊、苏亮撰写剧本，谷垣健治任動作設計，该片为2015年电影《捉妖记》续集，讲述宋天荫和霍小岚找回胡巴团聚一堂的合家欢故事，主要演员有梁朝伟、白百何、井柏然、李宇春、杨祐宁、黄磊、吴莫愁。

## 剧情
胡巴勇闯江湖，展开寻亲之旅，却被妖王穷追猛打，危难中被赌徒屠四谷（梁朝伟 饰）和他的妖怪老友笨笨相救。屠四谷欠下巨额赌债，被逼肉偿下嫁恶女债主朱金真（李宇春 饰），当他无意中得悉小妖王胡巴的重金悬赏令后，决定高价出售胡巴。与此同时，念子心切的天荫（井柏然 饰）和小岚（白百何 饰）通过天师堂堂主云大哥(杨祐宁 饰)的帮助，与屠四谷交易赎回胡巴。胡巴以为一家重逢，岂料，一场更大的惊天阴谋尾随而至，伺机而动……

## 演员表
| 演员姓名  | 角色名称   | 粤语配音 | 介绍                                    |
| 梁朝伟    | 屠四谷     | | 赌徒                                    |
| 白百何    | 霍小岚     | 顏卓靈 | 捉妖天师                                |
| 井柏然    | 宋天荫     | 周柏豪 | 天师                                    |
| 杨祐宁    | 云青       | | 天师堂堂主，實為壞妖赤天霸              |
| 李宇春    | 朱金真     | | 屠四谷之债主                            |
|           | 小妖王胡巴 | 周品睿 |                                         |
|           | 笨笨       | 蔡瀚億 | 屠四谷、胡巴之好友                      |
| 黄磊      | 大夫       | | 又哑又瞎的大夫                          |
| 吳莫愁    | 小包子     | | 大夫的助理                              |
| 曾志伟    | 竹篙       | | 胖瑩之夫                                |
| 吴君如    | 胖莹       | | 竹篙之妻                                |
| 董成鹏    | 捕妖亭亭主 | |                                         |
| 柳岩      | 美女高手   | |                                         |
| 張儷      |            | | 八公主（梳头女）                        |
| 娄艺潇    |            | | 八公主（羽毛女）                        |
| 宋小宝    |            | | 官方宣传中包含了宋小宝 实际演出并无出现 |
| 小宝      | 小翠       | | 玉米张大妈三女                          |
| X玖少年团 |            | |                                         |
| 王志飞    | 黄大师     | |                                         |
|           |            | 張佩德 黃紫嫻 朱栢康 陳安瑩 潘芳芳 黃文偉 李建良 黎景全 蔡溥泰 胡希文 陳健御 蔡忠衛 李家輝 劉文光 黃耀強 周凱榮 許嘉融 蘇青鳳 鄭佩嘉 蘇嘉玉 蘇明愛 李凱盈 黎皓宜 陳雪瑩 葉子晞 陶衍名 梁綺庭 鄭夏翹 鄭夏堯 曾佩儀 |                                         |

## 音乐
主题曲
| 曲序 | 曲目                  |      | 作曲                                                                            | 製作人          | 歌手   | 时长 |
| ---- | --------------------- | ---- | ------------------------------------------------------------------------------- | --------------- | ------ | ---- |
| 1.   | 什麼什麼（Stand Up）  | 徐琦 | Hanif Hitmanic Sabzevari、 Dennis DeKo Kordnejad、 Pontus PJ Ljung、 Daniel Kim | 孔令奇          | 蔡依林 | 3:20 |
| 2.   | 什麼歌（What a Song） | 阿信 | 阿信                                                                            | 五月天、 林依霖 | 五月天 | 3:56 |

原声带
| 曲序 | 曲目     | 时长  |
| ---- | -------- | ----- |
| 1.   | 胡巴     | 3:26  |
| 2.   | 赌场对战 | 2:12  |
| 3.   | 疾速追杀 | 2:55  |
| 4.   | 武器大师 | 1:35  |
| 5.   | 一脉相承 | 3:16  |
| 6.   | 念子心切 | 2:16  |
| 7.   | 叠影重重 | 3:44  |
| 8.   | 乔身赌场 | 3:53  |
| 9.   | 拍案惊喜 | 1:27  |
| 10.  | 泪为屠流 | 2:22  |
| 11.  | 温情一刻 | 1:31  |
| 12.  | 召唤胡巴 | 1:34  |
| 13.  | 施不求报 | 1:27  |
| 14.  | 寻寻觅觅 | 3:25  |
| 15.  | 冥思不语 | 0:40  |
| 16.  | 收官之战 | 10:58 |
| 17.  | 团聚一堂 | 0:59  |

## 票房
《捉妖记2》上映首日创下5.46亿人民币的单日最高票房成绩，2天票房破10亿的纪录。在中国大陆共获得22.36亿人民币票房。
| 上一届： 《神秘巨星》 | 2018年中国内地一周票房冠军 第7週 | 下一届： 《唐人街探案2》 |

## 奬項及提名
| 年度   | 颁奖典礼             | 奖项             | 姓名                               | 结果 |
| ------ | -------------------- | ---------------- | ---------------------------------- | ---- |
| 2018年 | 第55屆金馬獎         | 最佳視覺效果     | 潘國瑜                             | 提名 |
| 2018年 | 第55屆金馬獎         | 最佳動作設計     | 谷垣健治                           | 提名 |
| 2019年 | 第2屆最港電影大獎    | 我最喜愛港片     | 捉妖記2                            | 提名 |
| 2019年 | 第38屆香港電影金像獎 | 最佳攝影         | 潘耀明                             | 提名 |
| 2019年 | 第38屆香港電影金像獎 | 最佳美術指導     | 李健威、Guillaume Aretos、種田陽平 | 提名 |
| 2019年 | 第38屆香港電影金像獎 | 最佳服裝造型設計 | 奚仲文                             | 提名 |
| 2019年 | 第38屆香港電影金像獎 | 最佳音響效果     | 李耀強、姚俊軒                     | 提名 |
| 2019年 | 第38屆香港電影金像獎 | 最佳視覺效果     | 潘國瑜                             | 提名 |

## 評論
《捉妖記2》票門雖好，但口碑極差，中國知名影評網「豆瓣電影」中的評分，《捉妖記2》只有5.4分，而觀眾短評分面也是以負評居多。連知乎上也評價《捉妖記2》「低俗桥段，粗制滥造」、「丢人现眼的特效片」諸如此類的評價多如繁星。
該片票房也涉嫌造假疑雲，有中国观众表示：“有人说《捉妖记2》从早上7:00便开始满座，我这边也是一票难求，比《战狼2》还火爆，但我去看的时候发现根本没多少人。

## 续集
导演许诚毅在2015年7月接受时光网专访，透露《捉妖记》会拍摄三部曲，就连第三部的结尾许诚毅导演都已经开始设想了。江志强于2017年5月接受时光网访问时透露，正在做后期的《捉妖记2》投资比前作高两三倍，接下来除了系列第三部，还将拍摄梁朝伟的角色以及新妖笨笨的外传。

## 外部連結
- 香港影庫上《捉妖记2》的資料（繁體中文）
- 互联网电影数据库（IMDb）上《捉妖记2》的资料（英文）
- 爛番茄上《捉妖记2》的資料（英文）
- Box Office Mojo上《捉妖记2》的資料（英文）
- AllMovie上《捉妖记2》的资料（英文）
- Metacritic上《捉妖记2》的資料（英文）
- 開眼電影網上《捉妖记2》的資料（繁體中文）
- 雅虎香港電影上《捉妖记2》的資料（繁體中文）
- 豆瓣电影上《捉妖记2》的資料 （简体中文）
- 时光网上《捉妖记2》的資料（简体中文）